# سلطان‌کند، جلیل‌آباد
سلطان‌کند (به ترکی آذربایجانی: Soltankənd) یک منطقه مسکونی در جمهوری آذربایجان است که در شهرستان جلیل‌آباد واقع شده است. سلطان‌کند ۷۱۷ نفر جمعیت دارد.